# Cattedrale della Resurrezione (Barysaŭ)
La cattedrale della Resurrezione (in bielorusso: Васкрасенскі сабор) è una chiesa ortodossa di Barysaŭ, in Bielorussia, cattedrale dell'eparchia di Barysaŭ.

## Storia
La chiesa è stata costruita in stile retrospettivo russo nel 1874 in mattoni rossi sul progetto dell'architetto Merkulov al posto della precedente chiesa in legno, anch'essa dedicata alla Resurrezione e risalente al 1620 o 1640 e distrutta in un incendio nel 1865 o 1867. La chiesa è a forma di croce con nove cupole e tre absidi. Nel 1907 è stato eretto il campanile della chiesa disegnato da Strułowa. Nel 1937 le autorità sovietiche hanno chiuso la cattedrale, poi ripristinata nel 1945.